# Liste der Ehrenbürger von Duisburg
Die Stadt Duisburg beziehungsweise die Stadt Hamborn und andere heute zu Duisburg gehörigen Städte haben folgenden Personen das Ehrenbürgerrecht verliehen. Die Auflistung erfolgt chronologisch nach Verleihungsdatum:
- 1888: Friedrich Hammacher, Abgeordneter des preußischen Landtages, Ehrenbürger von Duisburg und Ruhrort sowie seit 1898 auch von Meiderich
- 1890: Otto von Bismarck, Ehrenbürger von Duisburg und seit 1895 auch von Ruhrort und Meiderich
- 1911: August Thyssen, Industrieller; Ehrenbürger von Hamborn
- 1912: Karl Lehr, Alt-Oberbürgermeister, Ehrenbürger von Duisburg
- 1917: Paul von Hindenburg, Generalfeldmarschall, Ehrenbürger von Duisburg Aberkennung durch den Rat der Stadt Duisburg am 21. Januar 2013.
- 1918: Georg Freiherr von Rheinbaben, Staatsminister und Oberpräsident der Rheinprovinz, Ehrenbürger von Duisburg
- 1923: Fritz Thyssen, Industrieller, Ehrenbürger von Hamborn, jedoch 1940 Aberkennung durch den Reichsinnenminister Goebbels nach Ausbürgerung
- 1928: Julius Weber, Geheimer Kommerzienrat, Ehrenbürger von Duisburg
- 1928: Franz Wieber, Reichstagsabgeordneter, Ehrenbürger von Duisburg
- 1964: Heinrich Kost, Bergwerksdirektor, Ehrenbürger von Homberg
- 1976: August Seeling, Alt-Oberbürgermeister, Ehrenbürger von Duisburg
- 2000: Josef Krings, Alt-Oberbürgermeister, Ehrenbürger von Duisburg

Zum Ehrenbürgermeister wurde am 14. Dezember 1979 Johann Asch, der letzte Rheinhauser Bürgermeister, ernannt.
Weitere Auszeichnungen der Stadt sind:
- der Goldene Ehrenring, mit dem außergewöhnliche Verdienste um die Stadt Duisburg geehrt werden. Träger waren bislang meist ehemalige Oberbürgermeister.
- die Mercatorplakette für besondere Verdienste, insbesondere auf wissenschaftlichem oder künstlerischem Gebiet. Träger waren bislang zum Beispiel Gründungsrektoren der Duisburger Universität sowie Kulturdezernenten und Generalmusikdirektoren, aber auch der Schauspieler Hans Caninenberg und der Maler Heinz Trökes
- der Stadtring, der an Ratsmitglieder und leitende Gemeindebeamte für besondere Verdienste um die Selbstverwaltung der Stadt verliehen werden kann
- die Stadtplakette, zum Beispiel für eine zehnjährige Zugehörigkeit zum Rat oder an Bürger, die sich um die Stadt verdient gemacht haben
- die Stadtmedaille in Silber beziehungsweise in Bronze an Mitglieder der Bezirksvertretungen oder sonstigen Personen für langjährige kommunalpolitische Verdienste